# 全州駅
全州駅（チョンジュえき）は、大韓民国全北特別自治道全州市徳津区牛牙洞3街にある韓国鉄道公社全羅線の駅である。

## 駅構造
3面5線のホームを持つ地上駅。2番のりばが当駅発着。1・5番のりばは現在使用していない。

## 駅周辺
- 駅前派出所
- 牛牙1洞住民センター
- 全州東新初等学校
- 全州麒麟中学校
- 全州牛牙中学校
- ホームプラス全州店
- 全北銀行牛牙洞支店

## 歴史
- 1914年11月17日 - 開業。
- 1981年5月25日 - 現在地に移転。

## 隣の駅
韓国鉄道公社
韓国高速鉄道（KTX）
益山駅 - 全州駅 - 南原駅
全羅線
参礼駅 - (東山駅) - 全州駅 - (新里駅) - (竹林温泉駅) - (館村駅) - 任実駅